# Acoyte (subte de Buenos Aires)
Acoyte es una estación de la línea A del Subte de Buenos Aires.

## Ubicación
Está ubicada debajo de la Avenida Rivadavia al 4.900, en su intersección con las avenidas Acoyte y José María Moreno, en el barrio porteño de Caballito. Se trata de una zona comercial en la que se encuentra un centro comercial, un complejo de cines y diferentes galerías con comercios de variados rubros. También puede encontrarse zonas recreativas y varias instituciones educativas.

## Historia
Esta estación pertenece al tercer tramo de la línea inaugurado el 1 de julio de 1914, que unía las estaciones de Primera Junta y Plaza de Mayo. Anteriormente se denominaba José María Moreno.
El nombre de esta estación es en conmemoración del Combate de Acoyte, producido en 1818. Allí 20 gauchos que pertenecían a las fuerzas de Martín de Güemes, comandados por Bonifacio Ruiz de los Llanos, derrotaron a 200 soldados realistas comandados por el General Olañeta.

## Hitos urbanos
- Parque Rivadavia
- Parque Centenario
- Palacio Raggio
- Esc. Primaria Común N° 07 Del Centenario

## Imágenes

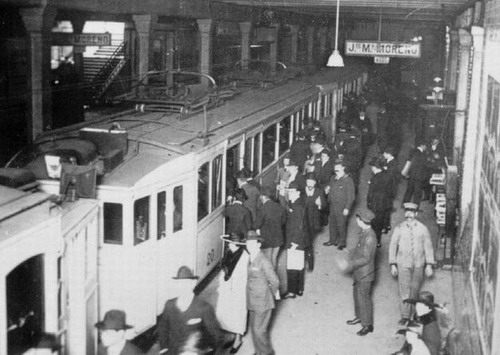
En el año 1924
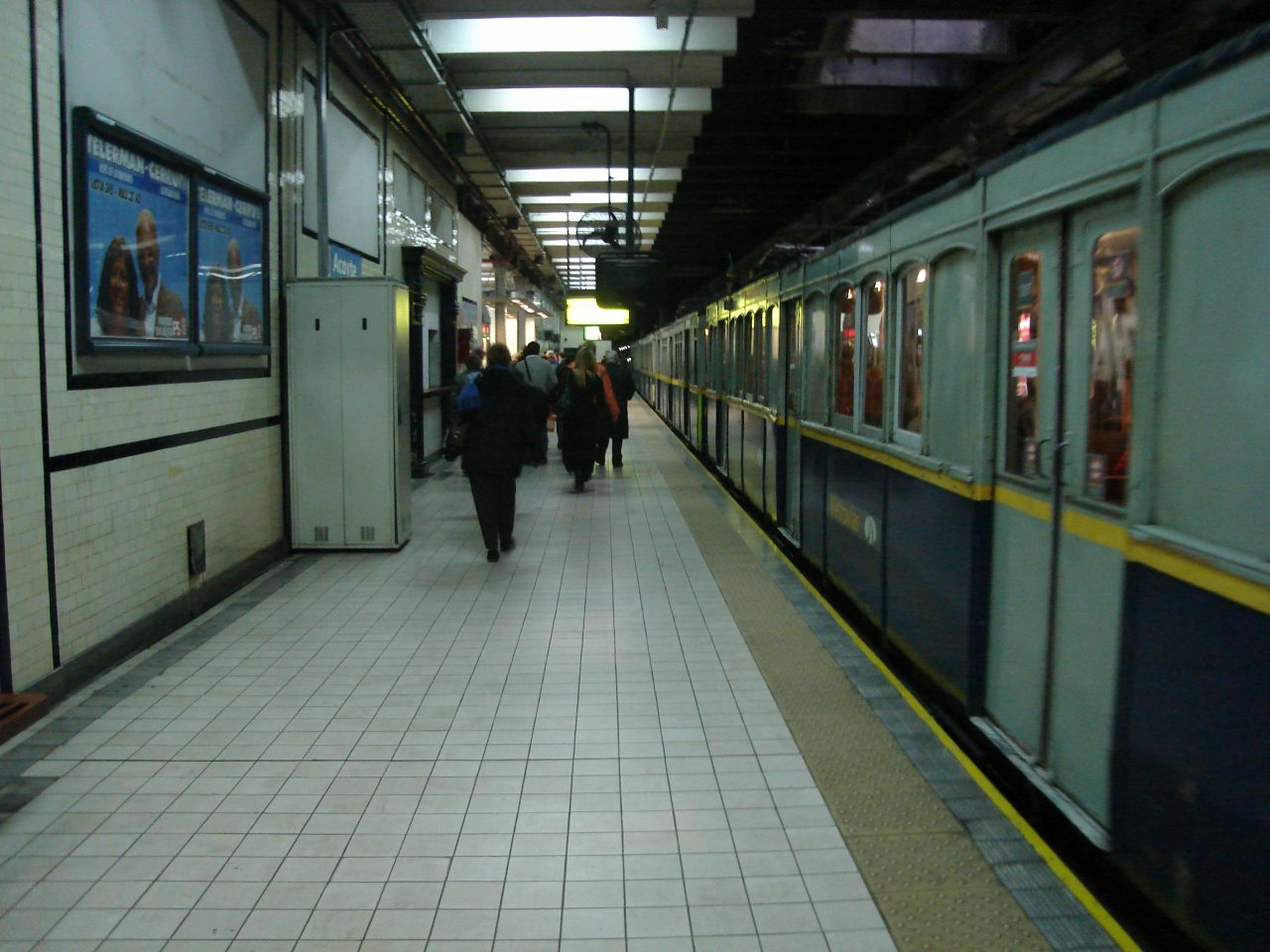
Coche La Brugeoise
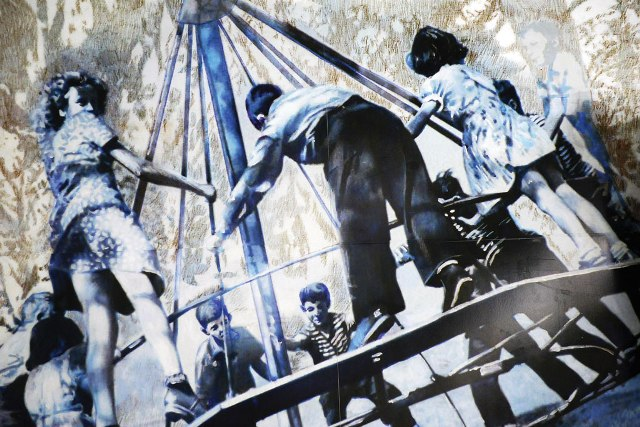
Nuevo mural
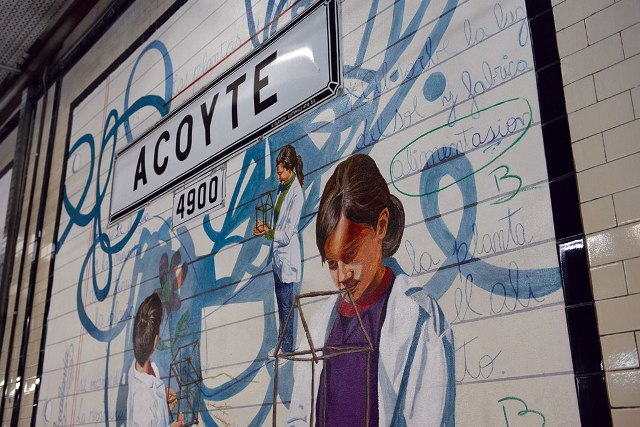
Nuevo mural
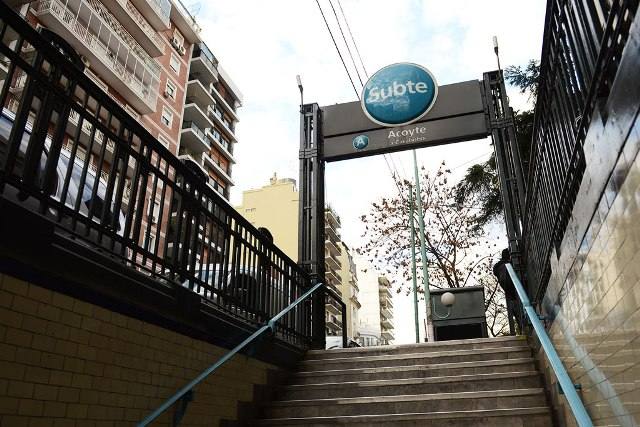
Boca de salida